# Partido de Unidad Nacional (Chipre del Norte)
El Partido de Unidad Nacional (en turco: Ulusal Birlik Partisi, UBP) es un partido político conservador-nacional de Chipre del Norte. Fue fundado por Rauf Denktaş el 11 de octubre de 1975. El partido estuvo en el poder desde su creación hasta las elecciones de 2003, con la excepción del período 1994-1996.
En las elecciones legislativas de 2009 para la Cámara de Representantes del Norte de Chipre, el partido ganó el 44% del voto popular y 26 de los 50 escaños, formando un gobierno mayoritario. Su candidato, el ex primer ministro Derviş Eroğlu, amasó en las elecciones presidenciales de Chipre del Norte (del 17 de abril de 2005) el 22,8% de los votos.
Desde 2016 hasta las elecciones de principios de 2018, el partido fue el socio principal en un gobierno minoritario con el Partido Demócrata, con su líder Hüseyin Özgürgün como primer ministro. Anteriormente había sido socio menor en una coalición con el Partido Republicano Turco, precedido por un período como partido de oposición entre 2013 y 2015.

## Resultados electorales
| Elección | Votos     | Votos | Votos  | Escaños | Escaños | Rol en el gobierno   | Notas                     |
| Elección | #         | %     | Puesto | #       | ±       | Rol en el gobierno   | Notas                     |
| -------- | --------- | ----- | ------ | ------- | ------- | -------------------- | ------------------------- |
| 1976     | 408,380   | 53.8  | 1º     | 30/40   | Nuevo   | En el gobierno       |                           |
| 1981     | 431,732   | 42.5  | 1º     | 18/40   | -12     | En el gobierno       |                           |
| 1985     | 546,582   | 36.8  | 1º     | 24/50   | +6      | En el gobierno       |                           |
| 1990     | 954,592   | 54.7  | 1º     | 34/50   | +10     | En el gobierno       |                           |
| 1993     | 535,316   | 29.8  | 1º     | 16/50   | -18     | En oposición         | En el gobierno desde 1996 |
| 1998     | 440,626   | 40.3  | 1º     | 24/50   | +8      | Coalición UBP-DP     |                           |
| 2003     | 439,249   | 32,9  | 2.º    | 18/50   | -6      | En oposición         |                           |
| 2005     | 410,813   | 31.7  | 2.º    | 19/50   | +1      | En oposición         |                           |
| 2009     | 622,804   | 44.1  | 1º     | 26/50   | +7      | En el gobierno       |                           |
| 2013     | 339,864   | 27.3  | 2.º    | 14/50   | -12     | En oposición         | En el gobierno desde 2016 |
| 2018     | 1,907,030 | 35.6  | 1º     | 21/50   | +7      | En el gobierno       | En el gobierno desde 2019 |
| 2022     | 1,971,400 | 39.5  | 1º     | 24/50   | +3      | Coalición UBP-PD-YDP |                           |

## Líderes del Partido de Unidad Nacional
- Rauf Denktaş (11 de octubre de 1975 - 3 de julio de 1976)
- Nejat Konuk (3 de julio de 1976 - 2 de marzo de 1978)
- Osman Örek (18 de abril de 1978 - 7 de enero de 1979)
- Mustafa Çağatay (7 de enero de 1979 - 30 de noviembre de 1983)
- Derviş Eroğlu (18 de diciembre de 1983 - 11 de febrero de 2006)
- Hüseyin Özgürgün (11 de febrero de 2006 - 16 de diciembre de 2006)
- Tahsin Ertuğruloğlu (16 de diciembre de 2006 - 29 de noviembre de 2008)
- Derviş Eroğlu (29 de noviembre de 2008 - 23 de abril de 2010)
- İrsen Küçük (9 de mayo de 2010 - 11 de junio de 2013)
- Hüseyin Özgürgün (31 de agosto de 2013 - 30 de octubre de 2018)
- Ersin Tatar (30 de octubre de 2018 - 23 de octubre de 2020)
- Ersan Saner (20 de diciembre de 2020 - 31 de octubre de 2021)
- Faiz Sucuoğlu (31 de octubre de 2021 hasta el presente)